# Brianna Fruean
Brianna Fruean (née le 18 mai 1998) est une militante et défenseuse de l'environnement aux Samoa. 
Elle s'est fait connaitre dans le monde en participant à plusieurs sommets environnementaux internationaux, dont à la COP26 à Glasgow en 2021 où elle a prononcé devant l'ensemble des participants, l'un des discours introductif des jeunes à la COP26 (conférence annuelle des Nations unies sur le changement climatique).
Alors étudiante en deuxième année à l'université d'Auckland, à la Tribune, elle a pu exposer, comme elle l'avait fait lors de précédents sommets, le point de vue des jeunes du Pacifique, et exprimer ses préoccupations concernant les impacts du changement climatique ; la nécessité d'un développement à faible émission de carbone ; tout en respectant ce dont les Samoa ont besoin pour se développer de manière soutenable, comme pays et dans ses impacts vis-à-vis de la région du Pacifique et sur la vie future des enfants. Elle a aussi à cette occasion pu rencontrer de nombreux ministres et d'autres décideurs de différents pays.
Brianna Fruean travaille toujours sur différentes campagnes visant à freiner et stopper le changement climatique. Elle sensibilise les enfants de son âge, dont en utilisant l'éducation entre pairs.

## Éléments de biographie
Née à Auckland, en Nouvelle-Zélande, Brianna Fruean s'est intéressée très tôt à l'environnement. Sa première activité officielle dans le domaine est une participation  à l'Atelier Résilience régionale au changement climatique et à ses conséquences du 23 au 27 avril en Nouvelle-Calédonie.
Elle est aussi :
- membre fondatrice de l'ONG '350 Samoa' ;
- leader du groupe environnemental Future Rush (dès l'âge de 11 ans).

Ces deux ONG réalisent divers projets pour lutter contre le changement climatique et plus généralement pour promouvoir le développement soutenable grâce à des programmes de sensibilisation visant à sensibiliser à ces sujets dans les écoles et les communautés de Samoa et de la région.

En 2011, inspirée par Greta Thunberg, elle a organisé une autre activité de sensibilisation à l'environnement au nom de Moving Planet Samoa, une marche qui a attiré plus de 100 personnes pour sensibiliser au changement climatique aux Samoa et dans le monde.
Elle a fait partie de l'équipe PACMAS Pacific Media, comme jeune reporter.
Ses actualités et ses blogs (quotidiens) ont été publiés sur le Samoa Observer.

### Conférencière
Elle a donné un certain nombre de conférences sur le changement climatique dans des écoles pour y sensibiliser les enfants et les jeunes, de la maternelle à la 13e année, ce qui a permis à ces enfants d'entendre parler du dérèglement climatique et de ses conséquences par une élève ayant peu ou prou de leur âge, tout en leur donnant les moyens d'être des agents de changement.
Brianna a été conférencière principale au Berlin Energy Transition Dialogue 2021 le 16 mars 2021, aux côtés d'autres dirigeants mondiaux notables,. En novembre 2021, elle s'est adressée à la Conférence des Nations Unies sur les changements climatiques de 2021.

### Conférences du PNUE sur les enfants
Brianna a participé à la conférence du PNUE qui s'est tenue en Corée et au Japon en 2009-2010.

### Sommet Rio+20
Du 20 au 22 juin 2012, au Brésil, Brianna était invitée par l'ONU au Sommet Rio+20 en tant que jeune ambassadrice de la Région Pacifique ; et elle y figurait parmi les plus jeunes invités. Ce « Sommet de la Terre » a lancé le processus d'établissement d’Objectifs du développement durable (ODD) devant mettre à jour et remplacer (en 2015) les Objectifs du millénaire pour le développement.

### Conférence des Nations Unies sur les petits États insulaires en développement
En 2011, Brianna était présente à Apia (capitale des Samoa) où se déroulait cette conférence. Elle y était invitée comme représentante des jeunes de l'OIT et membre de l'Association des jeunes femmes chrétiennes.
Elle y a été reconnue comme Bright Spot par le 'Global Island Partnership'.

### Cop26

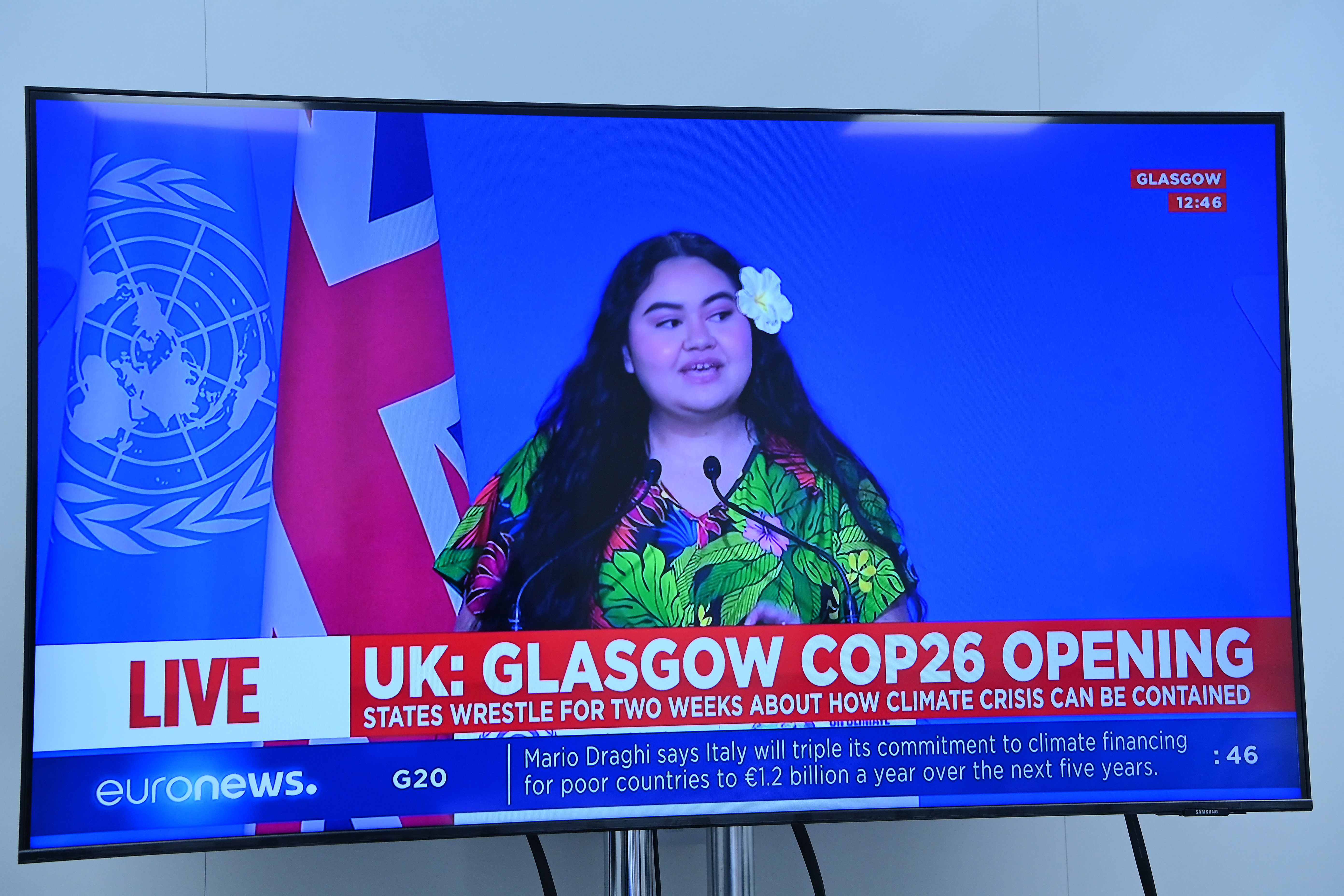
Brianna Fruean, invitée par l'ONU pour l'un des discours introductifs de la Cérémonie d'ouverture du Sommet des dirigeants mondiaux à la COP26, à Glasgow, ici le 1er novembre 2021.

Pour la première fois, à la suite d'un vœu du Congrès mondial de l'Union internationale pour la conservation de la nature (UICN) émis en 2021 à Marseille en France, un statut spécifique et officiel a été accordé à des représentants des peuples autochtones, et c'est la première fois qu'une COP accueille une délégation de représentants des peuples autochtones numériquement aussi importante.
Brianna Fruean, invitée en tant que jeune militante portant la voix des jeunes de la grande région Pacifique a introduit son discours (entièrement prononcé en anglais) en insistant sur le sens et le poids les mots et le fait qu'ils peuvent avoir un impact puissant. 
Elle a imploré les dirigeants et responsables réunis à la COP26 de se souvenir du pouvoir de ce qu'ils disent — et font — dans la lutte contre le changement climatique.

## Prix, récompenses
Brianna a été nommée lauréate du Prix de la jeunesse du Commonwealth de la région du Pacifique aux Prix de la jeunesse du Commonwealth 2015. À 16 ans, Mme Fruean est la plus jeune récipiendaire d'un Commonwealth Youth Award.
Brianna a été choisie par le PROE comme leur toute première ambassadrice des jeunes en reconnaissance de ses réalisations pour la conservation de l'environnement du Pacifique. Elle est la première récipiendaire du programme des jeunes ambassadrices du PROE qui développera et renforcera davantage la voix des jeunes du Pacifique sur les questions clés de l'environnement et du changement climatique.

### Vidéographie
- (en) « Climate activist Brianna Fruean's full speech at COP26 » (consulté le 15 novembre 2021).